# Hejsager
Hejsager is een plaats in de Deense regio Zuid-Denemarken, gemeente Haderslev. De plaats telt 284 inwoners (2008).